# Тугозвоновська сільська рада
Тугозво́новська сільська рада (рос. Тугозвоновский сельский совет) — сільське поселення у складі Шипуновського району Алтайського краю Росії.
Адміністративний центр — село Тугозвоново.

## Населення
Населення — 1258 осіб (2019; 1426 в 2010, 1690 у 2002).

## Склад
До складу сільської ради входять:
| Населений пункт    | Населення, осіб (2002) | Населення, осіб (2010) |
| ------------------ | ---------------------- | ---------------------- |
| Новосельське, село | 253                    | 204                    |
| Тугозвоново, село  | 1437                   | 1222                   |